# Beaune-sur-Arzon
Beaune-sur-Arzon – miejscowość i gmina we Francji, w regionie Owernia-Rodan-Alpy, w departamencie Górna Loara.
Według danych na rok 1990 gminę zamieszkiwało 205 osób, a gęstość zaludnienia wynosiła 14 osób/km² (wśród 1310 gmin Owernii Beaune-sur-Arzon plasuje się na 645. miejscu pod względem liczby ludności, natomiast pod względem powierzchni na miejscu 641.).